# Fiera di Costantinopoli

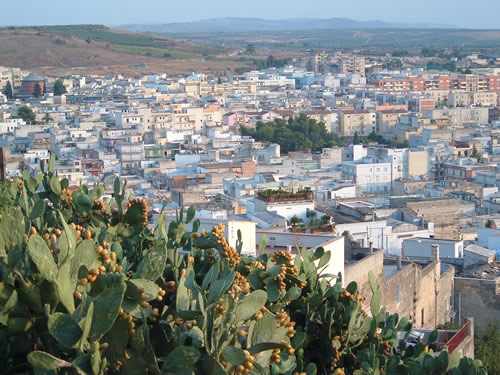
il quartiere dove si svolge la fiera

La Fiera di Costantinopoli a Canosa di Puglia è una fiera campionaria che si svolge nella cittadina pugliese dal 1883..
Originariamente era conosciuta con il nome di fiera del bestiame, dato che Canosa era un paese legato, oltre che all'agricoltura, anche all'allevamento..
La fiera viene organizzata nel mese di novembre, o nelle ultime edizioni nel mese di maggio .